# Bolszoje Nagatkino
Bolszoje Nagatkino (ros. Большое Нагаткино) – wieś (sieło) w Rosji, w obwodzie uljanowskim, w rejonie cylnińskim. W 2010 liczyła 5462 mieszkańców.